# عمود سليماني

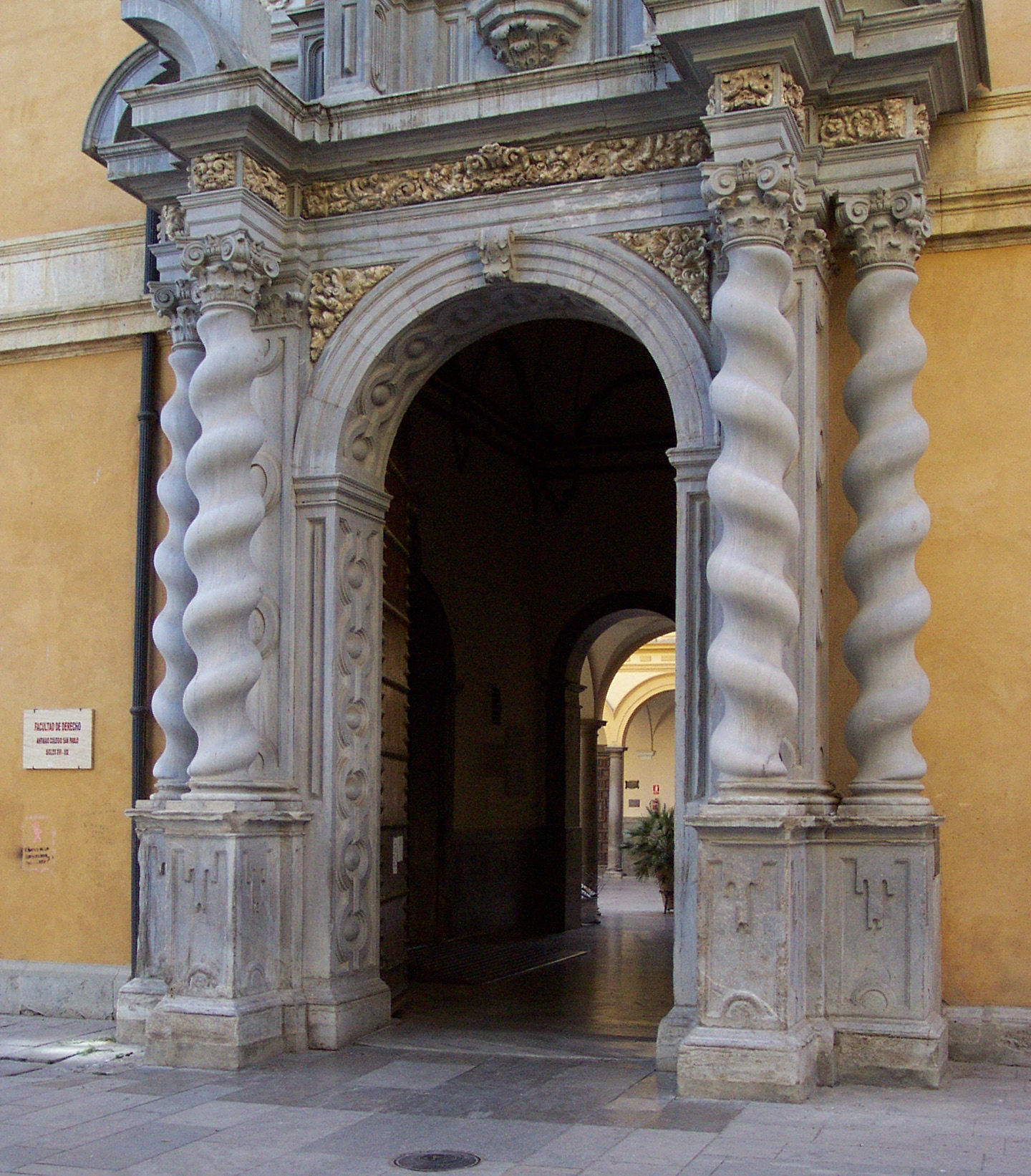
بوابة النهضة في غرناطة

العمود السليماني ، ويسمى أيضاً عمود السكر الشعير Barley-sugar) column )، هو عمود حلزوني، تتميز كرمح ملتوي بشكل لولبي . لا ترتبط بنظام كلاسيكي محدد، على الرغم من أن معظم الأمثلة لها تيجان كورنثية أو مركّبة. ولكن قد يتوج من أي تصميم، على سبيل المثال، مما يجعل من العمود روماني دوريكي أو أيوني.

## أصل ومنشأ

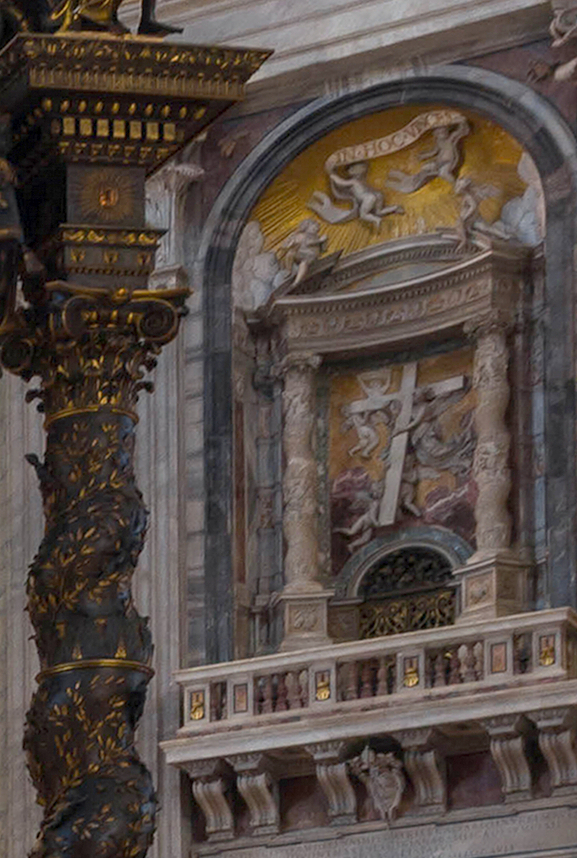
على اليمين ، اثنان من الأعمدة السليمانية جلبت إلى روما من قبل قسطنطين، في موقعهما الحالي على رصيف في كاتدرائية القديس بطرس. في المقدمة على اليسار هو جزء من بلادكينو برنيني، المستوحاة من الأعمدة الأصلية.